# Scottish Division One 1930/1931
Čtyřicátý první ročník Scottish Division One (1. skotské fotbalové ligy) se konal od 9. srpna 1930 do 29. dubna 1931.
Soutěže se zúčastnilo opět 20 klubů a vyhrál ji podeváté ve své historii a obhájce minulých čtyř sezon Rangers FC. Nejlepším střelcem se stal hráč Heart of Midlothian FC Bernard Battles, který vstřelil 44 branek.